# Stazione di Fornaci (Rimini)
La stazione di Fornaci era una stazione ferroviaria posta lungo la ferrovia Rimini-Novafeltria, chiusa nel 1960.
L'edificio fu in seguito a lungo riutilizzato come casa cantoniera, poi definitivamente demolito negli anni duemilaventi.